# العرض تحت البكسل

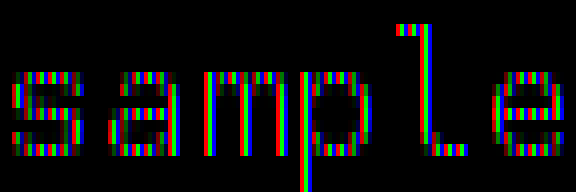
محاكاة لعرض البكسل الفرعي

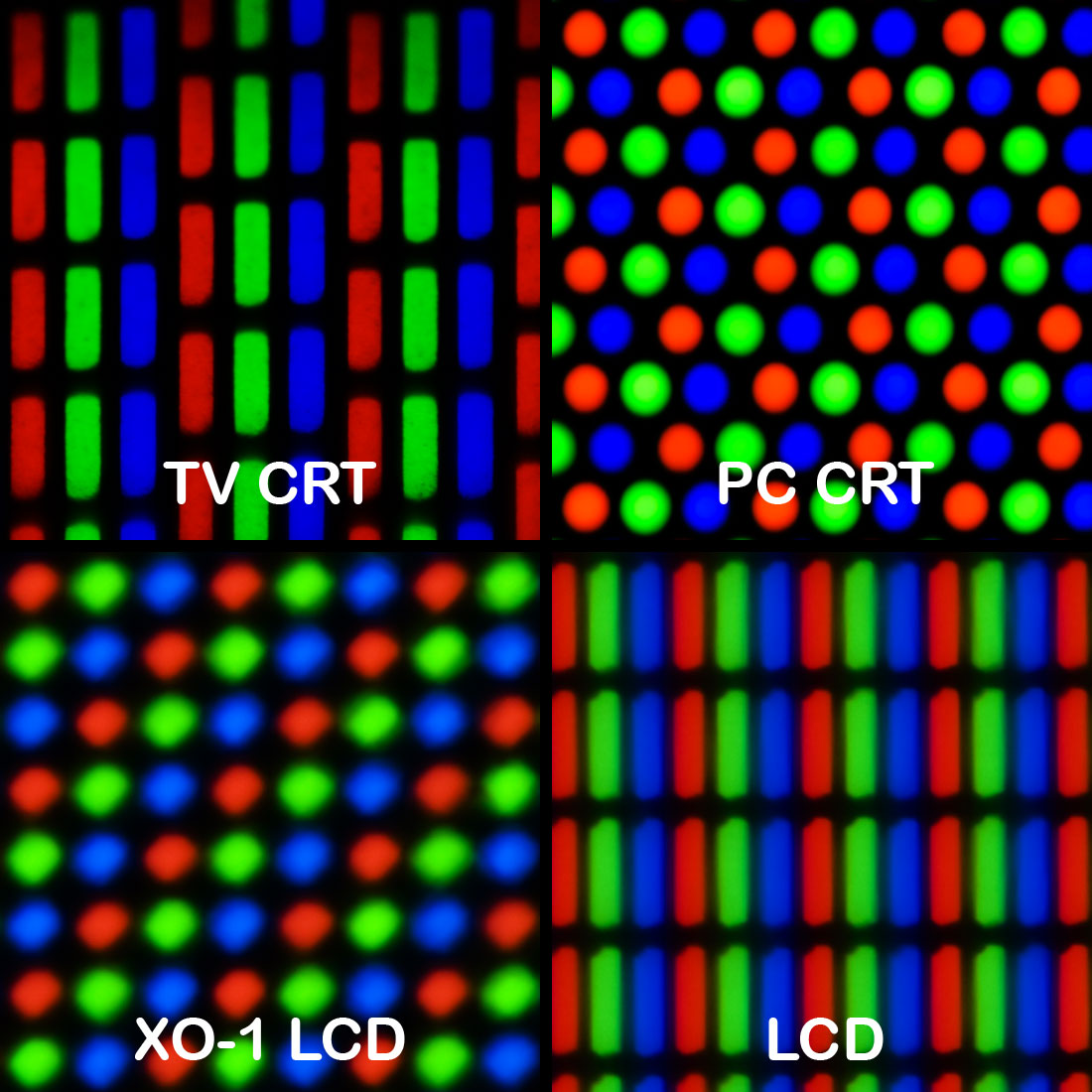
أمثلة على هندسة البكسل ، تُظهر ترتيبات مختلفة للبكسلات والبكسلات الفرعية، والتي يجب أخذها في الاعتبار عند عرض البكسلات الفرعية. شاشات LCD التي تتكون من وحدات بكسل فرعية حمراء وخضراء وزرقاء (الجزء السفلي الأيمن هو المثال الأكثر شيوعًا) هي الأنسب لعرض وحدات البكسل الفرعية.

العرض بدون البكسل هو طريقة تُستخدم لزيادة الدقة الفعلية لجهاز العرض الملون. إنه يستخدم تكوين كل بكسل ، والذي يتكون من ثلاث بكسلات فرعية، منها الأحمر والأخضر والأزرق، والتي يمكن معالجتها بشكل فردي على مصفوفة العرض.
يُستخدم العرض دون البكسل بشكل أساسي في عرض النصوص على شاشات ذات الكثافة النقطية DPI القياسية .
على الرغم من الشذوذات اللونية المتأصلة فيه، يمكن استخدام العرض دون البكسل أيضًا في عرض الرسومات العامة.

## تاريخ
يبقى أصل تقنية العرض دون البكسل المستخدمة اليوم محل جدل. فقد قامت شركات مثل شركة Apple Inc. وIBM وMicrosoft على براءات اختراع لتطبيقات مختلفة مع بعض الاختلافات الفنية بسبب الأغراض المختلفة التي كانت مخصصة لتقنياتهم. 
امتلكت شركة مايكروسوفت عدةبراءات الاختراع في الولايات المتحدة تتعلق بتقنية العرض دون البكسل لنصوص على شاشات بتخطيط RGB Stripe. وقد تم تسجيل براءات الاختراع 6,219,025، 6,239,783، 6,307,566، 6,225,973، 6,243,070، 6,393,145، 6,421,054، 6,282,327، 6,624,828 بين 7 أكتوبر 1998 و7 أكتوبر 1999، وانتهت صلاحيتها في 30 يوليو 2019.  تشير تحليلات مشروع FreeType  إلى أن فكرة الأساسية لعرض دون البكسل ليست مشمولة في البراءة نفسها، بل الفلتر المستخدم كخطوة نهائية لموازنة اللون. تصف براءة اختراع مايكروسوفت أصغر مرشح ممكن يقوم بتوزيع كل قيمة بكسل فرعية على كمية متساوية من وحدات البكسل R وG وB. أي مرشح آخر سيكون أكثر ضبابية أو سيؤدي إلى ظهور آثار لونية.
تمكنت شركة Apple من استخدام هذه التقنية في نظام Mac OS X بفضل اتفاقية ترخيص متبادل للبراءات. 

## صفات
يتكوّن كل بكسل في الشاشة الملونة من عدّة وحدات فرعية، وعادةً ما تكون ثلاثًا مرتّبة من اليسار إلى اليمين باللون الأحمر، والأخضر، والأزرق (RGB). يمكن رؤية هذه المكونات بسهولة باستخدام عدسة مكبرة صغيرة، مثل العدسة المكبرة . تبدو هذه المكونات وكأنها لون واحد للعين البشرية بسبب تأثير التمويه البصري والدمج المكاني الذي تقوم به الخلايا العصبية في العين. ومع ذلك، فإن العين أكثر حساسية للموقع.  وبالتالي، فإن تشغيل G وB لبيكسل واحد وR للبكسل التالي إلى اليمين سيؤدي إلى إنتاج نقطة بيضاء، ولكنها ستظهر وكأنها 1/3 بكسل إلى يمين النقطة البيضاء التي يمكن رؤيتها من RGB للبكسل الأول فقط. يستفيد عرض البكسل الفرعي من هذا لتوفير دقة أفقية تبلغ ثلاثة أضعاف دقة الصورة المقدمة، على الرغم من الحاجة إلى تمويه الصورة لإنتاج اللون الصحيح من خلال ضمان تشغيل نفس كمية اللون الأحمر والأخضر والأزرق كما هو الحال عندما لا يتم إجراء عرض بكسل فرعي.
لا تتطلب تقنية الترصيف دون البكسلي استخدام التنعيم ، وتوفر نتيجة أكثر سلاسة سواء استُخدم التنعيم مستخدمًا أم لا  لأنه يزيد الدقة بشكل مصطنع. ومع ذلك، فإنه يقدم تلوينًا مختلفًا للألوان نظرًا لأن البكسلات الفرعية ملونة. إن التصفية اللاحقة المطبقة لإزالة آثار اللون هي شكل من أشكال التنعيم، على الرغم من أن غرضها ليس تنعيم الأشكال المسننة كما هو الحال في التنعيم التقليدي.
يتطلب الترصيف دون البكسلي أن يكون البرنامج على دراية بترتيب الوحدات الفرعية. وأحد أكثر الأسباب شيوعًا لحدوث الخطأ هو الشاشات التي يمكن تدويرها بمقدار 90 (أو 180) درجة، على الرغم من أن الشاشات يتم تصنيعها بترتيبات أخرى من البكسلات الفرعية، مثل BGR أو في مثلثات، أو بأربعة ألوان مثل مربعات RGBW. في أي عرض من هذا القبيل، ستكون نتيجة عرض البكسل الفرعي غير الصحيح أسوأ مما لو لم يتم عرض البكسل الفرعي على الإطلاق (لن يؤدي ذلك إلى حدوث تشوهات لونية، ولكنه سيؤدي إلى ظهور حوافًا مشوشة).

## التنفيذات

### أبل 2
ذَكر ستيف جيبسون أن جهاز Apple II ، الذي صَدر عام 1977، يدعم شكلًا مبكرًا من الترصيف دون البكسلي في وضع الرسومات عالي الدقة (280×192).  براءة اختراع وزنياك "بكسلين فرعيين" فقط.  تحتوي البايتات التي تشكل مخزن الشاشة عالية الدقة Apple II على سبعة بتات مرئية (كل منها تُمثل بكسلًا بشكل مباشر) وبت علم يُستخدم للاختيار بين مجموعتي ألوان: الأرجوانية/الخضراء أو الزرقاء/البرتقالية. كل بكسل، بما أنه ممثل بواسطة بت واحد فقط، يكون إما مفعّلًا أو معطّلًا؛ ولا توجد بتات داخل البكسل نفسه لتحديد اللون أو السطوع. يتم إنشاء اللون بدلاً من ذلك كأثر لمخطط ترميز الألوان NTSC ، ويُحدد حسب الموقع الأفقي: البكسلات ذات الإحداثيات الأفقية الزوجية دائمًا أرجوانية (أو زرقاء، إذا تم تعيين بت العلم)، وتكون البكسلات الفردية دائمًا خضراء (أو برتقالية). تكون البكسلات المضيئة بجوار بعضها البعض بيضاء دائمًا، بغض النظر عما إذا كان الزوج زوجيًا/فرديًا أو فرديًا/زوجيًا، بغض النظر عن ترتيب الزوج أو قيمة بت. هذا التفسير تقريبي، لكنه ما كان يُفكر فيه مُعظم المبرمجين في ذلك الوقت أثناء العمل مع وضع الدقة العالية في أجهزة Apple.
يدعي مثال جيبسون أنه بسبب وجود بتين مُتجاورين يُشكلان كتلة بيضاء، هناك في الواقع بتان لكل بكسل: أحدهما يفعّل النصف الأيسر البنفسجي من البكسل، والآخر يفعّل النصف الأيمن الأخضر من البكسل. إذا قام المبرمج بدلاً من ذلك بتفعيل النصف الأيمن الأخضر من بكسل والنصف الأيسر البنفسجي من البكسل التالي، فإن النتيجة تكون كتلة بيضاء تقع على بعد نصف بكسل إلى اليمين، وهو ما يعد في الواقع مثالاً على عرض البكسل الفرعي. ومع ذلك، فإنه ليس من الواضح ما إذا كان أي من مبرمجي Apple II قد اعتبروا أزواج البتات بمثابة بكسلات - بدلاً من ذلك أطلقوا على كل بت اسم بكسل.
يؤثر بت العلم في كل بايت على اللون من خلال تحريك البكسلات بمقدار نصف عرض البكسل إلى اليمين. وقد استغلت بعض برامج الرسوميات هذا التحريك بنصف البكسلي، مثل HRCG (مولد الأحرف عالية الدقة)، وهي أداة مساعدة من Apple تعرض النص باستخدام وضع الرسوميات عالية الدقة، لتنعيم الخطوط القطرية.

### نوع واضح
أعلنت شركة مايكروسوفت عن تقنية العرض للبكسل الخاصة بها، المسماة ClearType ، في معرض COMDEX عام 1998.  نشرت Microsoft ورقة بحثية في مايو 2000، بعنوان "التصفية المُزاحة للشاشات ذات الأنماط"، تصف التصفية المستخدمة في ClearType.  ثم اُتاحت التقنية في نظام التشغيل Windows XP ، لكنها لم تُفعل بشكل افتراضي حتى نظام التشغيل Windows Vista . (ومع ذلك، يمكن لمصنعي Windows XP OEM تغيير الإعداد الافتراضي وقد فعلوا ذلك بالفعل.)

### فري تايب
مكتبة FreeType ، المُستخدمة في معظم البرامجيات الحالية على نظام X Window ، تحتوي على تنفيذين مفتوحي المصدر . يُستخدم التنفيذ الأصلي مرشحات التنعيم ClearType المضادة للتعرج، ويحمل الملاحظة التالية: "خوارزمية ترشيح الألوان في تقنية ClearType من مايكروسوفت للعرض الفرعي للبكسل مغطاة ببراءات اختراع؛ ولهذا السبب تم تعطيل الكود المقابل في FreeType بشكل افتراضي. يُلاحظ أن العرض الفرعي بحد ذاته هو فن سابق؛ وبالتالي، فإن استخدام مرشح ألوان مختلف يُمكّن بسهولة من التحايل على ادعاءات مايكروسوفت ببراءات الاختراع."  
تقدم FreeType مجموعة متنوعة من مرشحات الألوان. منذ الإصدار 2.6.2، أصبح المرشح الافتراضي هو light ، وهو مُرشح مُطبع (تكون قيمته مساوية لـ 1) ومتوازن الألوان (القضاء على هامش اللون على حساب الدقة). 
منذ الإصدار 2.8.1، توجد طريقة ثانية تُسمى Harmony ، والتي "تقدم إخراجًا عالي الجودة ومُحسَّن لشاشات LCD دون اللجوء إلى تقنيات ClearType مثل مضاعفة الدقة ثلاث مرات أو الترشيح". هذه هي الطريقة الممكّنة افتراضيًا. عند استخدام هذه الطريقة، "تُولَّد كل قناة لون على حدة بعد تحريك مخطط الحرف، مستفيدةً من إزاحة شبكات الألوان على شاشات LCD بمقدار ثلث بكسل. لا يمكن تمييز هذا الناتج عن ClearType المزود بمرشح ضوئي بثلاث لمسات."  بما أن طريقة Harmony لا تتطلب ترشيحًا إضافيًا، فهي غير مشمولة ببراءات اختراع ClearType.

### كول تايب
أنشأت شركة Adobe نظام عرض فرعي للبكسل خاص بها يُسمى CoolType ، مما أتاح لهم عرض المستندات بنفس الطريقة عبر أنظمة تشغيل مختلفة مثل Windows وMacOS وLinux وما إلى ذلك. عند إطلاقه حوالي عام 2001، كان CoolType يدعم مجموعة أوسع من الخطوط من ClearType من Microsoft، والذي كان يقتصر في ذلك الوقت على خطوط TrueType ، بينما كان CoolType من Adobe يدعم أيضًا خطوط PostScript (ومكافئها OpenType أيضًا).

### ماك أو إس
كانت أنظمة Mac OS X ( ثم OS X، والآن macOS) تستخدم العرض الفرعي للبكسل أيضًا كجزء من Quartz 2D . ومع ذلك، تم التخلي عنه بعد إدخال شاشات Retina. على عكس تنفيذ Microsoft، الذي يفضل ملاءمة محكمة للشبكة ( تلميح الخط ) لتحقيق أقصى قدر من الوضوح، فإن تنفيذ Apple يعطي الأولوية لشكل الحروف كما حددها مصممها. 

## روابط خارجية
- تصريحات رون فيجنبلات حول Microsoft ClearType
- Pixel Borrowing, ClearType and Antialiasing على موقع واي باك مشين (نسخة محفوظة October 12, 2007)
- مستكشف البكسل الفرعي
- مقالة تعرضات نصوص التنقيط من مشروع الهندسة المضادة للحبوب.
- http://jankautz.com/publications/SubpixelCGF13.pdf